# ルーカス・アレシャンドリ・ガウジーノ・ジ・アゼヴェド
ルコン（Lucão）ことルーカス・アレシャンドレ・ガウジーノ・ジ・アゼヴェド（ポルトガル語: Lucas Alexandre Gaudino de Azevedo、2001年2月26日 - ）は、ブラジルのサッカー選手。ポジションはGK。

## クラブ歴
CRヴァスコ・ダ・ガマの下部組織出身で、2020年2月2日のカンピオナート・カリオカで選手初出場。カンピオナート・ブラジレイロ・セリエAでも2試合に出場したが降格は免れなかった。

## 代表歴
U-17代表として2017 南米U-17選手権、2017 FIFA U-17ワールドカップに出場した。
2021年7月2日に東京オリンピックメンバーに選出され優勝した。